# Lorenzo Santos de San Pedro
Lorenzo Santos de San Pedro (Santervás de la Vega, Palencia, primera mitad del siglo XVII - 1676), fue un hombre de estado español que desempeñó el cargo de asistente de Sevilla entre 1664 y 1665.

## Biografía
Realizó estudios eclesiásticos y de leyes en el Colegio Mayor de San Salvador de Oviedo de la Universidad de Salamanca, ejerciendo posteriormente como catedrático de derecho. Sirvió a la corona en diversos cargos, entre ellos Alcalde de Casa y Corte, Asistente de Sevilla, Regente y oidor de la Audiencia de Sevilla, oidor de la Audiencia de Valladolid, miembro del Consejo de Castilla y Visitador de Canarias donde fue destinado en 1667 por la reina regente Mariana de Austria para realizar una labor de inspección, debido a los graves conflictos existentes entre la Real Audiencia de Canarias y el gobernador Gabriel Lasso de la Vega, primer conde de Puertollano. Cuando regresó a la península ibérica, después de su misión en las Islas Canarias, fue apresado por piratas y llevado prisionero a Argel donde sufrió cautiverio durante más de un año, siendo liberado en 1670 por la intervención directa del rey Carlos II que pagó un rescate de 209 ducados.